# Associazione Calcio Femminile Giolli Gelati Roma 1984
Questa voce raccoglie le informazioni riguardanti la Associazione Calcio Femminile Giolli Gelati Roma nelle competizioni ufficiali della stagione 1984.

## Rosa
Rosa incompleta tratta da due formazioni pubblicate dal Trani 80.
| N. |                   | Ruolo | Calciatrice         |
| -- | ----------------- | ----- | ------------------- |
| 2  | Italia (bandiera) | D     | Angela Coda         |
| 10 | Italia (bandiera) | C     | Antonella Carta     |
| 6  | Italia (bandiera) | C     | Angela Comparcola   |
|    | Italia (bandiera) | A     | Laura Cristofanelli |
| 11 | Italia (bandiera) | C     | Patrizia Faccio     |
| 1  | Italia (bandiera) | P     | Roberta Granieri    |
| 7  | Italia (bandiera) | C     | Nazzarena Grilli    |
| 8  | Italia (bandiera) | A     | Teresa Lonero       |

| N. |                   | Ruolo | Calciatrice         |
| -- | ----------------- | ----- | ------------------- |
| 8  | Italia (bandiera) | A     | Sandra Pierazzuoli  |
|    | Italia (bandiera) | D     | Anna Russo          |
| 10 | Italia (bandiera) | A     | Elisabetta Secci    |
|    | Italia (bandiera) | D     | Antonietta Serrenti |
| 6  | Italia (bandiera) | C     | Maria Sossella      |
| 8  | Italia (bandiera) | A     | Ernesta Venuto      |
| 9  | Italia (bandiera) | A     | Elisabetta Vignotto |
| 1  | Italia (bandiera) | A     | Sandra Zenari       |